# 高岡短期大学
高岡短期大学（たかおかたんきだいがく、英語: Takaoka National College）は、富山県高岡市二上町180に本部を置いていた日本の国立短期大学である。1986年に設置され、2010年に廃止された。略称は高岡短大、TNC。

## 概要

### 大学全体
- 設置主体は国立大学法人富山大学高岡短期大学部[注 1]。
- 1983年に設置され、1986年に開学した[注 2]。
- 高岡には高岡工業専門学校 (旧制)（後の富山大学工学部）があったが、富山の五福キャンパスに移転することが決まり、その代替施設が求められた。当初は「コミュニティ・カレッジ」を目指したが、米国には評価が高くないカレッジもあるため、紆余曲折の後、「短期大学」となった。当初は、2学科7専攻からなっていたが2000年度より3学科に再編された。
- 2005年に旧富山大学、富山医科薬科大学と共に国立大学法人富山大学として統合され[注釈 2]、短期大学としての使命を終える[注釈 3]。

### 教育および研究
- 高岡短期大学に設置されていた産業造形学科には、全国の短大でも数少ない漆工芸に関する専門科目が置かれていた。この種の科目は近年の国立短大では唯一のものであった。
- 地域ビジネス学科には中国語に関する専門科目が設置され、これは全国の国立短大では唯一の存在であった。

### 学風および特色
- 高岡短期大学は、独立した数少ない国立短大だった。
- 専攻科は全専攻とも大学評価・学位授与機構に認定されていた。

## 沿革
- 1983年
  - 10月1日 左記を以て文部省[注 3]より短期大学の設置が認可される[注 4]。
- 1986年
  - 4月1日 高岡短期大学が以下の学科体制にて開学[注 5]。
    - 産業工芸学科
      - 金属工芸専攻 入学定員20名
      - 漆工芸専攻 入学定員15名
      - 木材工芸専攻 入学定員15名
      - 産業デザイン専攻 入学定員25名

    - 情報産業学科
      - 経営実務専攻 入学定員40名
      - 情報処理専攻 入学定員40名
      - ビジネス外語専攻 入学定員45名
- 1988年
  - 4月1日 専攻科の設置が認められ、以下の課程を設ける[注 6]。
    - 地域産業専攻 入学定員Ｘ名
- 1995年
  - 4月1日 専攻科を以下の専攻課程に再編される[注 7]
    - 産業造形専攻 入学定員14名
    - 産業デザイン専攻 入学定員5名
    - 地域ビジネス専攻[注 8]入学定員6名
- 2000年
  - 4月1日 学科を以下の通り再編する[17]。
    - 産業工芸学科→産業造形学科 入学定員50名
      - 金属工芸専攻
      - 漆工芸専攻
      - 木材工芸専攻
      - 産業デザイン専攻→産業デザイン学科 入学定員25名

  - 情報産業学科→地域ビジネス学科 入学定員125名
    - 経営実務専攻
    - 情報処理専攻
    - ビジネス外語専攻
- 2004年
  - 4月1日 国立大学法人法に基づき、国立大学法人高岡短期大学となる。
- 2005年
  - 4月1日 この年度で短期大学としての学生募集を最終とする[注釈 2]。
- 2010年
  - 3月31日 左記をもって正式に廃止となる[注 9]。

## 基礎データ

### 所在地
- 富山県高岡市二上町180[注釈 1]

### 象徴
- 高岡短期大学のカレッジマークは右記資料を参照のこと[18]。

### 年度別学生数
- 学生数はその該当年度の5月1日時点でのデータである。

| -        | 産業情報学科 | 産業工芸学科 | 産業デザイン学科 | 出典      |
| -------- | ------------ | ------------ | ---------------- | --------- |
| 入学定員 | 125          | 75           | （25）           | -         |
| 総定員   | 250          | 150          | （50）           | -         |
| 1985年   | -            | -            | -                | [ 注 12 ] |
| 1986年   | 男44 女126   | 男25 女49    | 25               | [ 20 ]    |
| 1987年   | 男30 女241   | 男49 女110   | 50               | [ 21 ]    |
| 1988年   | 男30 女227   | 男48 女117   | 50               | [ 22 ]    |
| 1989年   | 男29 女241   | 男40 女115   | 50               | [ 23 ]    |
| 1990年   | 男23 女248   | 男39 女116   | 50               | [ 24 ]    |
| 1991年   | 男19 女248   | 男43 女113   | 50               | [ 25 ]    |
| 1992年   | 男15 女246   | 男41 女114   | 50               | [ 注 13 ] |
| 1993年   | 男7 女255    | 男42 女117   | 50               | [ 28 ]    |
| 1994年   | 男3 女263    | 男36 女120   | 50               | [ 29 ]    |
| 1995年   | 男5 女249    | 男30 女124   | 50               | [ 30 ]    |
| 1996年   | 男9 女243    | 男29 女129   | 50               | [ 31 ]    |
| 1997年   | 男9 女260    | 男30 女124   | 50               | [ 32 ]    |
| 1998年   | 男7 女263    | 男23 女134   | 50               | [ 33 ]    |
| 1999年   | 男8 女245    | 男24 女132   | 50               | [ 34 ]    |

## 教育および研究

### 組織

#### 学科
- 産業造形学科 入学定員50名[注釈 5]
- 産業デザイン学科 入学定員25名[注釈 5]
- 地域ビジネス学科 入学定員125名[注釈 5]

##### 1999年度までの学科体制[注 14]
- 産業工芸学科→産業造形学科
  - 金属工芸専攻 入学定員20名
  - 漆工芸専攻 入学定員15名
  - 木材工芸専攻 入学定員15名
  - 産業デザイン専攻 入学定員25名→産業デザイン学科
- 情報産業学科→地域ビジネス学科
  - 経営実務専攻 入学定員40名
  - 情報処理専攻 入学定員40名
  - ビジネス外語専攻 入学定員45名

#### 専攻科[39]
- 産業造形専攻 入学定員14名
- 産業デザイン専攻 入学定員5名
- 地域ビジネス専攻 入学定員6名

#### 別科
- なし

#### 附属機関
- 開放センター

### 研究
- 『高岡短期大学紀要』[40]

## 学生生活

### 部活動・クラブ活動・サークル活動
- 高岡短期大学で活動していたクラブ活動
  - 体育系：水泳・サッカー・テニス・バレーボール・バスケットボール・合気道・バドミントン・ダンスほか
  - 文化系：軽音楽・茶道・写真・コンピューター・陶芸ほか

### 学園祭
- 高岡短期大学の学園祭は「創己祭」と呼ばれ例年、10月に行われていた。

### スポーツ
- 北陸地区国立大学体育大会に参加していた。

## 大学関係者と組織

### 大学関係者一覧
歴代学長
- 横山保
- 宮本匡章

## 施設

### キャンパス
- 設備：富山大学に統合される前まで講義棟・管理棟、研究棟、講義演習棟、実験実習棟、エネルギー棟などの建物があった。

### 寮
- 高岡短期大学には学生寮が設置されていなかった。そのため、アパートを利用することになっていた。

## 対外関係

### 他大学との協定
- Lahti University of Applied Sciences（フィンランド）

### 系列校
- 富山大学
- 富山大学経営短期大学部

## 卒業後の進路について

### 就職について
- 立山アルミニウム工業・三協アルミニウム工業・関西電力・高岡信用金庫・西日本旅客鉄道・富山銀行・北陸電力・富山第一銀行などが実績としてあげられる。

### 編入学・進学実績
- これまでの実績では、高岡短期大学専攻科ほか山形大学・富山大学・信州大学・愛媛大学・立命館大学・大阪芸術大学などがある[41]

## 関連サイト
- 富山大学
- 高岡短期大学22年のあゆみ
- 高岡短期大学部 - ウェイバックマシン（2005年12月28日アーカイブ分）
- 高岡短期大学部 - ウェイバックマシン（2009年3月24日アーカイブ分）